# A Grande Ilusão (1937)
La Grande Illusion (prt/bra: A Grande Ilusão) é um filme francês de 1937, do gênero drama de guerra, dirigido por Jean Renoir, com roteiro dele e Charles Spaak. A trama segue três pilotos franceses da Primeira Guerra Mundial que são capturados pelos alemães e entram entram em choque com oficial que comanda o campo.
Segundo Renoir, que lutou na Primeira Guerra Mundial, esse filme é baseado em histórias reais, principalmente aquelas referentes ao personagem Pinsard, que conseguiu fugir de vários campos de prisioneiros e teria até salvo sua vida. Trata-se de um dos maiores clássicos do cinema, citado com frequência em várias enciclopédias cinematográficas.

## Sinopse
Na Primeira Guerra Mundial, dois soldados franceses são feitos prisioneiros pelo comandante von Rauffenstein, um alemão refinado e respeitoso. Levados a um campo de prisioneiros, eles ajudam seus companheiros de alojamento a cavar um túnel secreto. Mas na véspera de sua fuga, os presos são transferidos. Eles são eventualmente levados para uma fortaleza de alta segurança administrada por von Rauffenstein. Este último trata os prisioneiros com cortesia, até mesmo formando uma amizade com Boeldieu. Mas os oficiais franceses preparam uma nova fuga.

## Prêmios e indicações
| Prêmio     | Categoria            | Recipiente                    | Resultado |
| ---------- | -------------------- | ----------------------------- | --------- |
| Oscar 1939 | Produção excepcional | Art Cinematographique (prod.) | Indicado  |